# Frankenstein (mini-série de ABC, 1973)
Pour les articles homonymes, voir Frankenstein.
Ne doit pas être confondu avec Frankenstein (mini-série de NBC, 1973).
Pour plus de détails, voir Fiche technique et Distribution.
Frankenstein est une mini-série américaine de Glenn Jordan diffusée du 16 janvier 1973 au 17 janvier 1973 sur ABC dans le cadre de la collection The Wide World of Mystery. Cette mini-série a été diffusée en France sur Antenne 2 dans les années 1970.

## Synopsis
Le docteur Frankenstein donne à vie à une créature créée à partir de cadavres. Après avoir pris conscience de sa condition, elle s'enfuit pour parcourir le monde des hommes afin de connaître le but de sa création. Mais incapable de se fondre parmi eux, elle commet des assassinats par erreur et est pourchassée.

## Fiche technique
- Titre original : Frankenstein
- Réalisation : Glenn Jordan
- Scénario : Sam Hall, Dan Curtis et Richard H. Landau d'après le roman de Mary Shelley
- Décors : Trevor Williams
- Montage : Dennis Virkler
- Musique : Bob Cobert
- Photographie : Ben Colman et George Spiro Dibie
- Effets spéciaux de maquillage : Marvin G. Westmore et Michael Westmore
- Producteur : Dan Curtis
- Compagnie de Production : Dan Curtis Productions
- Compagnie de distribution : CBC
- Genre : fantastique
- Pays :  États-Unis
- Durée : 2 x 70 minutes
- Date de diffusion :
  -  États-Unis : 16 janvier 1973 et 17 janvier 1973

## Distribution
- Robert Foxworth : Victor Frankenstein
- Susan Strasberg : Elizabeth Clerval
- Bo Svenson : la créature
- John Karlen : Otto Roget
- Robert Gentry : Henry Clerval
- Philip Bourneuf : Alphonse Frankenstein
- George Morgan : Hugo
- Heidi Vaughn : Agatha DeLacey
- Jon Lormer : Charles DeLacey
- Brian Avery : Felix DeLacey
- William Hansen : professeur Waldman
- Malila Saint Duval : Safie
- Willie Aames : William Frankenstein
- Rosella Olsen : la fiancée de la créature
- Edgar Daniels : l'aubergiste
- Edgar Justice : le maire